# Sam Green

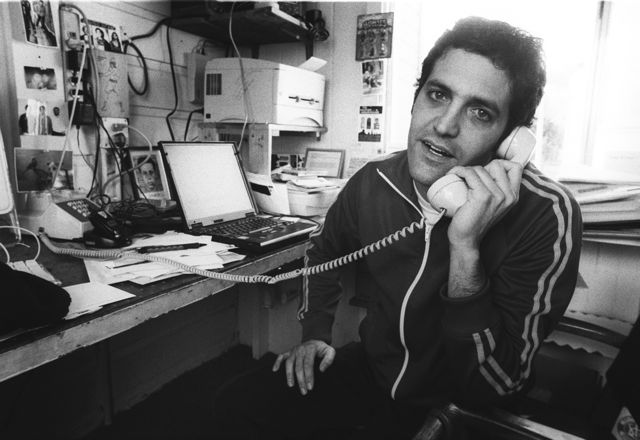
Sam Green

Sam Green ist ein Filmregisseur aus San Francisco, USA. Er spezialisierte sich auf Dokumentarfilme.
Sein Film The Weather Underground war für den Oscar im Jahre 2004 nominiert.

## Leben
Green wuchs in East Lansing, Michigan auf. Er erhielt sein Journalistik-Dimplom von der Universität von Kalifornien, Berkeley, wo er Dokumentarfilmwesen bei Marlon Riggs studierte. Zurzeit lehrt er Filmwissenschaft im Art Institute, San Francisco und in der Universität San Francisco.

## Filme
The Rainbow Man/John 3:16 stellte das Leben von Rollen Stewart dar, der während der 1970er Jahre berühmt wurde, weil er bei Tausenden von im Fernsehen übertragenen Sportereignissen eine regenbogenfarbene Perücke trug. Der Film wurde zum ersten Mal beim Sundance Film Festival im Jahre 1997 gezeigt.
Sein bekanntester Langfilm The Weather Underground zeigte die gleichnamige Gruppe junger Radikaler, die Ende der 1960er und während der 1970er Jahre mit Gewalt die amerikanische Regierung auslöschen wollte. Die Premiere des Films fand im Jahre 2003 beim Sundance Film Festival statt und wurde für den Preis der amerikanischen Filmakademie in der Kategorie Dokumentarfilme nominiert.
Sein neuester Dokumentarfilm, Utopia in four movements von 2010, wurde zweimal auf dem Sundance Film Festival in der Kategorie „New Frontier“ gezeigt.

## Filmografie
- 1997: The Rainbow Man/John 3:16
- 1999: The Fabulous Stains: Behind the Movie
- 2000: Pie Fight '69
- 2003: The Weather Underground
- 2004: N-Judah 5:30
- 2006: Lot 63, Grave C
- 2008: Clear Glasses
- 2009: Utopia, Part 3: The World's Largest Shopping Mall (Ko-Regie mit Carrie Lozano)[2]